# Étienne-Maxime Vallée
Étienne-Maxime Vallée, né le 20 avril 1853 à Vitteaux (Côte-d'Or) et mort à Paris (4e arrondissement) le 29 septembre 1881, est un peintre français.

## Biographie
Étienne-Maxime Vallée est élève de l'artiste peintre Auguste Péquégnot (1819-1878). Rattaché à l'École de Barbizon, il expose ses toiles au Salon à partir de 1873 avec notamment des vues de Paris, de Bretagne, de Normandie et de la forêt de Fontainebleau. Il participe régulièrement au Salon jusqu'en 1881, année de sa mort.
Le peintre Pierre Ernest Ballue est son élève aux côtés d'Alexandre Defaux, Émile Charles Dameron et Jean-Baptiste Corot.
Le musée de France Daubigny à Auvers-sur-Oise expose une de ses toiles en 2020 lors de son exposition « Lumières et couleurs de la Vallée de l'Oise » aux côtés des œuvres de Camille Pissarro ou Jules Dupré.
Il est inhumé à Paris au cimetière du Père-Lachaise.